# Владимирский автобус
Владимирский автобус — автобусная система в городе Владимире.
Ежедневно в городе для транспортного обслуживания населения на линию выходят 240 автобусов различного класса по 34 автобусным маршрутам. Подавляющее большинство перевозчиков в городе — коммерческие организации. Автобусы городских и пригородных маршрутов обслуживаются компаниями АО «Владимирпассажиртранс», ООО «Евротрансвладимир плюс», ООО «РТС», ИП Тимофеев А. В. и др. Большинство маршрутов обслуживается автобусами большой вместимости (всего — 218 штук).
Автопредприятиями за 2009 год перевезено 55,1 млн. чел., что составляет порядка 70 % от всех городских перевозок регулярным общественным транспортом в городе. В городе имелось около 20 автобусных маршрутов, но на некоторых движение было организовано только по рабочим дням в час пик, а некоторые обслуживались всего двумя — тремя, а то и одной машинами.

## Цена и оплата проезда
По 21 социальному автобусному маршруту (№1,2,3,4,6,7,9,10,11,12,13, 16,18,20,21,22,24,26,27,29,55) с литерами «С» осуществляют перевозку пассажиров автобусы большой вместимости с правом льготного проезда по единому социальному проездному билету (416 руб.).
В 2016 году стоимость проезда составляла 18 рублей, в 2017 году — 20 рублей, в 2018-м — 22 рубля. В 2023—2024 гг. стоимость проезда составляла 30 рублей за наличные, 28 рублей при оплате картой в автобусах, 27 рублей при оплате картой в троллейбусах. С 10 апреля 2024 года по 13 апреля 2025 года стоимость проезда составляла 35 рублей наличными, 33 рубля при безналичной оплате в автобусах, 32 рубля при безналичной оплате в троллейбусах. С 14 апреля 2025 года стоимость проезда в автобусах и троллейбусах города Владимира составляет 40 рублей вне зависимости от способа оплаты.

## Список маршрутов
| №   | Тип транспорта | Наименование маршрута                                                                      | Перевозчики                  |
| --- | -------------- | ------------------------------------------------------------------------------------------ | ---------------------------- |
| 1С  | Автобус        | Мелькомбинат - Селецкие сады/Сельцо-2                                                      | АО «Владимирпассажиртранс»   |
| 2С  | Автобус        | Улица Балакирева - ТК Тандем                                                               | АО «Владимирпассажиртранс»   |
| 3С  | Автобус        | Мкр. Оргтруд - Г-т Глобус                                                                  | ИП Тимофеев А. В.            |
| 4С  | Автобус        | Мкр. Верезино - Улица Егорова - Мкр. Верезино                                              | АО «Владимирпассажиртранс»   |
| 5   | Маршрутка      | Кольцевое (внешнее) Военная поликлиника - Центральный рынок - Военная поликлиника          | ООО «Виктория»               |
| 5А  | Маршрутка      | Кольцевое (внутреннее) Военная поликлиника - Областная администрация - Военная поликлиника | ООО «Виктория»               |
| 6С  | Автобус        | Улица Левино Поле - Площадь Ленина - Улица Левино Поле                                     | ООО «РТС»                    |
| 7С  | Автобус        | Загородный парк - Г-т Глобус                                                               | АО «Владимирпассажиртранс»   |
| 9С  | Автобус        | Мкр. Юго-Запданый - Мкр. Верезино                                                          | АО «Владимирпассажиртранс»   |
| 10С | Автобус        | Вокзал - Улица Куйбышева                                                                   | АО «Владимирпассажиртранс»   |
| 11С | Автобус        | Мелькомбинат - Г-т Глобус                                                                  | АО «Владимирпассажиртранс»   |
| 12С | Автобус        | Мостострой - Улица Куйбышева                                                               | ООО «РТС»                    |
| 13С | Автобус        | Мкр. Лунёво (Улица Журавлиха) - Центральный рынок                                          | АО «Владимирпассажиртранс»   |
| 14  | Автобус        | Мостостроевская улица - Г-т Глобус                                                         | АО «Владимирпассажиртранс»   |
| 15  | Автобус        | Мкр. Энергетик - Г-т Глобус                                                                | АО «Владимирпассажиртранс»   |
| 16С | Автобус        | Улица 3-я Кольцевая - Бухолово                                                             | АО «Владимирпассажиртранс»   |
| 17  | Автобус        | Мкр. Юго-Западный - Завод Точмаш                                                           | ООО «Ситибас 33»             |
| 18С | Автобус        | Совхоз Вышка - Лесной                                                                      | АО «Владимирпассажиртранс»   |
| 20С | Автобус        | Мкр. Пиганово - Г-т Глобус                                                                 | АО «Владимирпассажиртранс»   |
| 21С | Автобус        | Мкр. Энергетик - Улица Куйбышева                                                           | АО «Владимирпассажиртранс»   |
| 22  | Автобус        | Спасское - Г-т Глобус                                                                      | ООО «ЕвроТрансВладимир плюс» |
| 22С | Автобус        | Мосино - Площадь Победы                                                                    | АО «Владимирпассажиртранс»   |
| 23  | Автобус        | Мкр. Юго-Западный - Октябрьский проспект - Улица Егорова - Улица Куйбышева                 | ИП Тимофеев А. В.            |
| 24С | Автобус        | Улица 3-я Кольцевая - Г-т Глобус                                                           | АО «Владимирпассажиртранс»   |
| 25  | Автобус        | Мкр. Юго-Западный - Улица Василисина - Золотые ворота - Улица Егорова - Улица Куйбышева    | АО «Владимирпассажиртранс»   |
| 26С | Автобус        | Мкр. Юго-Западный - Улица Нижняя Дуброва - Золотые ворота - РК Русь-кино - Улица Куйбышева | ООО «Ситибас 33»             |
| 27С | Автобус        | Совхоз Вышка - Улица Растопчина                                                            | АО «Владимирпассажиртранс»   |
| 29С | Автобус        | Мкр. Энергетик - Завод Точмаш                                                              | АО «Владимирпассажиртранс»   |
| 32  | Автобус        | Улица Левино Поле - ТК Тандем                                                              | ООО «РТС»                    |
| 33С | Автобус        | Мкр. Пиганово - Улица Гороховая - Мкр. Пиганово                                            | АО «Владимирпассажиртранс»   |
| 36  | Маршрутка      | Улица Офицерская - Центральный рынок                                                       | ООО «Виктория»               |
| 39  | Автобус        | Мкр. Верезино - ДТЮ                                                                        | АО «Владимирпассажиртранс»   |
| 53  | Автобус        | Мкр. Оргтруд - Сновицы                                                                     | ИП Тимофеев А. В.            |
| 54  | Автобус        | Бухолово - ТК Тандем                                                                       | АО «Владимирпассажиртранс»   |
| 55С | Автобус        | Улица Балакирева - Злобино                                                                 | АО «Владимирпассажиртранс»   |
| 152 | Автобус        | Мкр. Юго-Западный - Ославское                                                              | ООО «РТС»                    |

## События и трагедии
- 4 июля 2016 года из жизни ушёл Автандил Арешович Биганов, руководитель одной из крупнейших владимирских компаний-перевозчиков «БигАвтоТранс»[6]. Следственный комитет по Владимирской области официально подтвердил версию о самоубийстве через повешение[7]. Причину смерти жители города и в СМИ неоднократно связывали с трудностями в бизнесе предпринимателя, связанного с реформой Владимирской автобусной сети, поддерживающегося со стороны администрации города. Это было выражено во внедрении автобусов Волгабас, в связи с чем была основана организация ООО «АДМ», которой было передано большинство маршрутов, ранее принадлежавших «БигАвтоТранс». До этого от предложения приобретения автобусов Волгабас Автандил Биганов отказался[8]. Следствием этого жителями города была составлена петиция[9] (уже не первая, связанная с реорганизацией маршрутов[8]) с предложением отправить в отставку губернатора Владимирской области Орлову Светлану Юрьевну. Тем не менее, официальной причины ухода Автандила Биганова объявлено не было. Спустя 9 дней после трагедии сын Автандила Арешовича Дмитрий Биганов опубликовал открытое письмо к жителям региона, в котором просит не использовать имя главы «БигАвтоТранса» в политической борьбе[10]. По словам из письма Дмитрия Биганова причина трагедии не была связана с политикой:

Вы не имеете понятия, почему ушёл мой отец. Я убедительно прошу всех, не надо строить на этот счёт никаких догадок. И уже, тем более, использовать трагедию нашей семьи в спекуляциях политического свойства.
— http://www.vladimir.kp.ru/daily/26555/3571561/
- 15 июля 2016 года прекратило своё существование фирма «АТП Траст», занимающаяся перевозками пассажиров по маршрутам «2ст» и «8ст» на микроавтобусах (маршрутках). Как оказалось, эти маршруты были нелегальными и дублировали другие популярные маршруты троллейбусных линий («10» и «8» соответственно). После этого во Владимире осталось только два маршрута («5» и «36»), легально перевозящие людей на микроавтобусах, управляющиеся компанией ООО «Виктория». Представители компании заявили, что не планируют расширять свою деятельность[11].
- С 1 марта 2020 года «БигАвтоТранс» отказался от последних пригородных и междугородних маршрутов и выставил на продажу последние автобусы[12].
- 13 июля 2021 года ООО «АДМ» отказалось от контракта на обслуживание 2 последних маршрутов 26 и 28 и окончательно завершила свою работу[13].
- 29 декабря 2023 года ООО «Ситилайн», обслуживавший маршруты 20С, 22, 22С, ушёл с рынка пассажирских перевозок, маршруты 20С и 22С обслуживает муниципальный перевозчик «Владимирпассажиртранс», маршрут 22 — частный перевозчик «РТС»[14].
- С 1 февраля 2024 года с рынка пассажирских перевозок города Владимира ушёл ещё один частный перевозчик «ПОАТиС», отказавшись от маршрута 18С — его обслуживанием займётся муниципальный «Владимирпассажиртранс»[15].
- С 5 марта 2024 года ООО «ОКТО» оставила рынок пассажирских перевозок, маршрут 28 перешёл к ООО «Виктория», маршрут 26С — к ООО «Евротрансвладимир плюс», маршруты 7С, 11С, 15, 21С, 25, 56 — к АО «Владимирпассажиртранс»[16].
- С 8 марта 2024 года ИП Александр Михайлов покинул рынок перевозок, на маршруте 1С работает АО «Владимирпассажиртранс», маршрут 17 не работает[17].